# Itsme
Itsme (prononcé « It’s Me » - « C’est moi » en anglais et stylisé itsme) est une application d’identité mobile qui permet aux citoyens belges et de certains pays européens de se connecter à des plateformes du gouvernement, des banques, des assureurs et d’autres entreprises privées, mais elle permet aussi de partager des données d’identité, de confirmer des paiements et de signer de manière numérique (signature électronique qualifiée selon le règlement européen eIDAS,).

## Histoire
L’application a été lancée en 2017 par Belgian Mobile ID, un consortium de quatre grandes banques belges : Belfius, BNP Paribas Fortis, ING et KBC et de trois opérateurs de téléphonie mobile : Orange Belgium, Proximus et Telenet.
En 2021, Itsme a levé €24.7 million auprès des actionnaires existants ainsi que de la SFPIM. Cette dernière obtenant ainsi 20% du capital de la société.

## Utilisation
En 2023, l'application comptait 7 millions d'utilisateurs contre 1,8 million en 2020. Chaque mois, plus de 5 millions d’opérations sont effectuées avec Itsme. L’application s’utilise aussi bien auprès de services publics belges que d’entreprises privées en Belgique et au Luxembourg. La société luxembourgeoise LuxTrust, active dans le domaine de la gestion d’identité électronique et des services de confiance, a intégré l’application Itsme dans ses solutions afin que les citoyens et les entreprises luxembourgeois puissent également utiliser l’application. Depuis février 2019, l'application Itsme permet la signature électronique qualifiée selon le règlement européen eIDAS, elle est disponible sur les plates-formes de Connective, Doccle, Isabel Group et Luxtrust.

## Certification
Itsme a été reconnue en tant qu’application d’identité numérique par le gouvernement belge, en janvier 2018 et au niveau européen en décembre 2019 (niveau de fiabilité élevé selon le règlement européen eIDAS). L’application est également conforme à la Directive européenne 2 sur les services de paiement, au Règlement général sur la protection des données et aux directives du Groupe d'Action Financière sur le blanchiment de capitaux. Enfin, Itsme a décroché une certification ISO 27001. L’application est par conséquent fréquemment utilisée dans le secteur financier.

## Fonctionnement
Itsme fonctionne avec un serveur d'authentification utilisant le protocole OpenID.